# Prosaptia subulatipinna
Prosaptia subulatipinna är en stensöteväxtart som först beskrevs av Cornelis Rugier Willem Karel van Alderwerelt van Rosenburgh, och fick sitt nu gällande namn av Barbara S. Parris. Prosaptia subulatipinna ingår i släktet Prosaptia och familjen Polypodiaceae. Inga underarter finns listade.